# Гачева, Лариса Георгиевна
Лариса Георгиевна Гачева (род. 31 марта 1972 года) — российский художник-иконописец, член-корреспондент РАХ (2022).

## Биография
Родилась 31 марта 1972 года, живёт и работает в Москве.
В 1992 году — окончила Московское академическое художественное училище.
В 1998 года — окончила мастерскую монументальной живописи Московского государственного академического художественного института имени В. И. Сурикова, где училась у Е. Н. Максимова.
С 1998 года — член Московского союза художников.
С 1998 года — преподаватель кафедры монументального искусства, с 2010 года — руководитель художественной мастерской факультета церковных художеств Православного Свято-Тихоновского гуманитарного университета.
С 2017 года — член комиссии по церковному искусству, архитектуре и реставрации при Епархиальном Совете города Москвы.
В 2022 году — избрана членом-корреспондентом Российской академии художеств от Отделения живописи и монументального искусства.

### Семья
Родители: доктора филологических наук теоретик литературы Георгий Гачев (1929—2008) и литературовед, исследователь и публикатор наследия Н. Ф. Фёдорова, специалист по русскому космизму Светлана Семёнова (1941—2014). Сестра Анастасия (род. 1966) — российский учёный-филолог и философ, специалист по истории русской философии и русскому космизму, литературовед, доктор филологических наук.

## Творческая деятельность
Принимала участие в росписи Храма Христа Спасителя (1996—1999), под руководством академика РАХ Е. Н. Максимова.
Основные монументально-церковные произведения:
- роспись домовой церкви (1997—1999), иконы для иконостаса (1999—2001) святой преподобномученицы Елисаветы Свято-Дмитриевского сестричества при Первой Городской клинической больнице имени Н. И. Пирогова;
- иконы для местного ряда иконостаса домового храма священноисповедника Луки Войно-Ясенецкого при Всероссийском научном центре сердечно-сосудистой хирургии имени А. Н. Бакулева (2001—2002);
- иконы Царственных мучеников для общины Больничного храма благоверного царевича Димитрия при первой Городской клинической больнице имени Н. И. Пирогова (2002—2009);
- иконы в иконостасы храмов в честь Иконы Божией Матери «Знамение» и крестильного храма при хирургическом корпусе ГКБ имени Н. И. Пирогова (с 2005, с бригадой преподавателей и выпускников ПСТГУ);
- роспись храма в честь иконы Божией Матери «Знамение» для хирургического корпуса ГКБ имени Н. И. Пирогова (2008), под руководством С. В. Васютиной;
- иконы для иконостаса храма в честь благоверного князя Александра Невского (Владимирская область, 2011, с бригадой иконописцев художественной мастерской ПСТБИ);
- роспись икон пятиярусного иконостаса для храма-памятника в честь Воскресения Христова при Мемориальном комплексе «Катынь» (2011—2012);
- оформление домового храма в честь мучениц Веры, Надежды, Любови и матери их Софии детского дома для детей с ограниченными возможностями развития (2013, с бригадой иконописцев художественной мастерской ПСТБИ и выпускниками монументальной кафедры ФЦХ ПСТГУ);
- иконы в иконостасы храмов равноапостольного князя Владимира и новомучеников исповедников Российских для здания Московского Епархиального дома, нового здания ПСТГУ в Лиховом переулке (2007—2015);
- роспись свято-Владимирского храма (2007—2015, под руководством И. Ю. Самолыго);
- роспись арки Соборной палаты Московского епархиального дома (2015).

Иконы находятся в храмах Москвы, России и частных собраниях.
Участник выставок с 1996 года, в том числе «Связь времён» в Музейно-выставочном комплексе Российской академии художеств «Галерея искусств Зураба Церетели».
Участник научно-практических конференций, посвященных проблемам церковного искусства, организованных Российской академией художеств, Московским Союзом художников, факультетом церковных художеств ПСТГУ, иконописной школой Московской духовной академии.

## Награды
- Патриаршая грамота РПЦ (2001) — за участие в росписи Храма Христа Спасителя
- Орден прп. Андрея Рублева РПЦ (2011) — за работы над иконостасом в Катынском мемориальном комплексе
- Медаль преподобной Евфросинии, великой княгини Московской РПЦ (2016) — за работы по воссозданию благоукрашения храма святого Князя Владимира и Соборной палаты бывшего Московского епархиального дома, главного здания ПСТГУ в Лиховом переулке

Награды РАХ
- серебряная медаль РАХ (2009)